# Bobsleigh als Jocs Olímpics d'Hivern de 1936 - Quatre homes
Als Jocs Olímpics d'Hivern de 1936 celebrats a la ciutat de Garmisch-Partenkirchen (Alemanya) es disputà una prova de bobsleigh a quatre homes, que juntament amb la prova de dos homes formà part del programa oficial de bobsleigh. La competició tingué lloc entre els dies 11 i 12 de febrer de 1936 a les instal·lacions de Garmisch-Partenkirchen.

## Comitès participants
Hi participaren un total de 76 competidors de 10 comitès nacionals diferents.
| - Alemanya (8) - Àustria (8) - Bèlgica (8) - Estats Units (8) - França (8) |  | - Itàlia (8) - Regne Unit (4) - Romania (8) - Suïssa (8) - Txecoslovàquia (8) |

## Resum de medalles
| Or                                                                                | Argent                                                                             | Bronze                                                                                 |
| Suïssa · Suïssa IIPierre Musy · Arnold Gartmann · Charles Bouvier · Joseph Beerli | Suïssa · Suïssa IReto Capadrutt · Hans Aichele · Fritz Feierabend · Hans Bütikofer | Regne Unit · Regne Unit IFrederick McEvoy · James Cardno · Guy Dugdale · Charles Green |

## Resultats
| Posició | Equip                              | Participants                                                            | Ronda 1 | Ronda 2 | Ronda 3 | Ronda 4 | Final   |
| ------- | ---------------------------------- | ----------------------------------------------------------------------- | ------- | ------- | ------- | ------- | ------- |
| 1       | Suïssa · Suïssa II                 | Pierre Musy Arnold Gartmann Charles Bouvier Joseph Beerli               | 1:22.45 | 1:18.78 | 1:19.60 | 1:19.02 | 5:19.85 |
| 2       | Suïssa · Suïssa I                  | Reto Capadrutt Hans Aichele Fritz Feierabend Hans Bütikofer             | 1:23.49 | 1:19.88 | 1:20.75 | 1:18.61 | 5:22.73 |
| 3       | Regne Unit · Regne Unit I          | Frederick McEvoy James Cardno Guy Dugdale Charles Green                 | 1:23.38 | 1:20.18 | 1:20.74 | 1:19.11 | 5:23.41 |
| 4       | Estats Units · USA I               | Hubert Stevens Crawford Merkel Robert Martin John Shene                 | 1:25.61 | 1:19.17 | 1:20.51 | 1:18.54 | 5:24.13 |
| 5       | Bèlgica · Bèlgica II               | Max Houben Martial Schelle Louis De Ridder Paul Graeffe                 | 1:22.22 | 1:23.52 | 1:22.50 | 1:20.68 | 5:28.92 |
| 6       | Estats Units · USA II              | Francis Tyler James Bickford Richard Lawrence Max Bly                   | 1:25.61 | 1:23.85 | 1:20.22 | 1:19.32 | 5:29.00 |
| 7       | Alemanya Alemanya I                | Hanns Kilian Sebastian Huber Fritz Schwarz Hermann Valta                | 1:20.73 | 1:23.05 | 1:24.09 | 1:21.20 | 5:29.07 |
| 8       | Bèlgica · Bèlgica I                | Rene Lunden Eric Spoelberch Philippe Roose Gaston Braun                 | 1:25.77 | 1:21.81 | 1:21.67 | 1:20.57 | 5:29.82 |
| 9       | França · França I                  | Jean d'Aulan Jacques Bridou Jean Dauven Louis Balsan                    | 1:25.77 | 1:21.81 | 1:21.67 | 1:20.57 | 5:29.82 |
| 10      | Itàlia · Itàlia I                  | Antonio Brivio Carlo Soldini Emilio Dell'Oro Raffaele Manardi           | 1:26.96 | 1:22.46 | 1:20.98 | 1:20.67 | 5:31.07 |
| 11      | Àustria · Àustria I                | Franz Lorenz Richard Lorenz Franz Wohlgemuth Rudolf Höll                | 1:27.38 | 1:26.84 | 1:26.17 | 1:24.74 | 5:45.13 |
| 12      | Txecoslovàquia · Txecoslovàquia II | Gustav Leubner Walter Heinzl Bedrich Posselt Wilhelm Blechschmidt       | 1:26.68 | 1:25.60 | 1:28.13 | 1:25.11 | 5:45.52 |
| 13      | Àustria · Àustria II               | Viktor Wigelbeyer Franz Bednar Robert Bednar Johann Gudenus             | 1:30.70 | 1:29.62 | 1:30.95 | 1:26.64 | 5:57.91 |
| -       | Romania · Romania II               | Alexandru Budişteanu Costel Rădulescu Alexandru Ionescu Aurel Mărăcescu | 1:31.81 | 1:28.37 | 1:25.21 | --      | NF      |
| -       | Itàlia · Itàlia II                 | Francesco Zanna Ernesto Franceschi Uberto Gillarduzzi Amedeo Angeli     | 1:23.02 | --      |         |         | NF      |
| -       | Txecoslovàquia · Txecoslovàquia I  | Josef Lanzendörfer Karel Růžička Ewald Menzl Robert Zintel              |         |         |         |         | NF      |
| -       | Alemanya Alemanya II               | Walter Trott Fritz Vonhof Wolfgang Kummer Rudolf Werlieh                |         |         |         |         | NF      |
| -       | França · França II                 | René Charlet Étienne Payot Albert Mugnier Amédée Ronzel                 |         |         |         |         | NF      |
| -       | Romania · Romania I                | Emil Angelescu Dumitru Gheorghiu Teodor Popescu Alexandru Tautu         |         |         |         |         | NF      |